# Locomotiva FS 475
Le locomotive gruppo 475 erano Locomotive a vapore con tender costruite per le ferrovie austriache che le Ferrovie dello Stato acquisirono come risarcimento per danni di guerra dopo la fine della prima guerra mondiale.

## Storia
Alla fine della prima guerra mondiale le locomotive, di costruzione austriaca, vennero assegnate all'Italia come risarcimento dei danni bellici. Le locomotive erano appartenenti al gruppo austriaco 80.100 costruite a partire dal 1909 e fino al 1915 per le Ferrovie di Stato Imperial-Regie Austriache (Kaiserlich-königliche österreichische Staatsbahnen); vennero reimmatricolate nel parco rotabili delle Ferrovie dello Stato assumendo la classificazione di gruppo 475.001-029. Svolsero servizio in vari impianti della rete italiana soprattutto al traino di treni merci su linee acclivi.
Un certo numero di locomotive 475 rimasero in mano jugoslave in seguito agli eventi bellici della seconda guerra mondiale e vennero immesse nel gruppo JDŽ 28.
Accantonate nel secondo dopoguerra vennero tutte demolite.

## Caratteristiche
Le locomotive del gruppo 475 erano locomotive per servizio merci pesante, di rodiggio 0-5-0, con tender separato a quattro cilindri e doppia espansione a vapore surriscaldato. Avevano la distribuzione differente in quanto appartenenti a due serie la 80.1-36 con cassetto piano sul cilindro a bassa pressione e cassetto cilindrico sul cilindro ad alta pressione e la 80.100-203 con ambedue i cassetti cilindrici. Il surriscaldamento era poco spinto con una superficie complessiva di circa 27 m²; la pressione di esercizio della caldaia era fissata in 14 bar massimi. La caldaia conteneva 148 tubi di fumo con una superficie riscaldante complessiva di 190 m². La griglia era ampia con superficie complessiva di 3,42 m².
La massa della locomotiva in servizio era di 69,4 t, tutte aderenti in virtù dei cinque assi accoppiati. La velocità massima era stabilita in 50 km/ora.

## Corrispondenza locomotive ex kkStB e numerazione FS[3]
| Numero e gruppo FS | numero e gruppo kkStB | fabbrica        | anno di fabbricazione | demolizione o alienazione            |
| ------------------ | --------------------- | --------------- | --------------------- | ------------------------------------ |
| 475.001            | 80.03                 | Floridsdorf     | 1909                  | 1945 alla Jugoslavia come JDŽ 28.051 |
| 475.002            | 80.10                 | Floridsdorf     | 1909                  | 1945 JDŽ 28.052                      |
| 475.003            | 80.26                 | StEg            | 1910                  |                                      |
| 475.004            | 80.28                 | StEg            | 1910                  |                                      |
| 475.005            | 80.104                | Wiener Neustädt | 1911                  | 1945 JDZ ??                          |
| 475.006            | 80.105                | Wiener Neustädt | 1911                  | 1959                                 |
| 475.007            | 80.121                | StEg            | 1911                  |                                      |
| 475.008            | 80.137                | Wiener Neustädt | 1912                  |                                      |
| 475.009            | 80.146                | Breitfeld Daněk | 1914                  | 1945 JDŽ 28.062                      |
| 475.010            | 80.149                | Breitfeld Daněk | 1914                  |                                      |
| 475.011            | 80.151                | Wiener Neustädt | 1914                  |                                      |
| 475.012            | 80.174                | Breitfeld Daněk | 1914                  |                                      |
| 475.013            | 80.175                | Breitfeld Daněk | 1914                  |                                      |
| 475.014            | 80.176                | Breitfeld Daněk | 1914                  |                                      |
| 475.015            | 80.177                | Breitfeld Daněk | 1914                  |                                      |
| 475.016            | 80.178                | Breitfeld Daněk | 1914                  |                                      |
| 475.017            | 80.179                | Breitfeld Daněk | 1914                  | 1945 JDŽ 28.053                      |
| 475.018            | 80.180                | Breitfeld Daněk | 1914                  |                                      |
| 475.019            | 80.181                | Breitfeld Daněk | 1914                  | 1945 JDŽ 28.054                      |
| 475.020            | 80.182                | Breitfeld Daněk | 1914                  |                                      |
| 475.021            | 80.183                | Breitfeld Daněk | 1914                  | 1959                                 |
| 475.022            | 80.184                | Breitfeld Daněk | 1914                  |                                      |
| 475.023            | 80.185                | Breitfeld Daněk | 1915                  |                                      |
| 475.024            | 80.186                | Breitfeld Daněk | 1915                  | 1945 JDŽ 28-055                      |
| 475.025            | 80.187                | Breitfeld Daněk | 1915                  |                                      |
| 475.026            | 80.188                | Breitfeld Daněk | 1915                  |                                      |
| 475.027            | 80.189                | Breitfeld Daněk | 1915                  |                                      |
| 475.028            | 80.190                | Breitfeld Daněk | 1915                  | 1945 JDŽ 28-055                      |
| 475.029            | 80.30                 | StEg            | 1910                  |                                      |